# 植垣暁恵
植垣 暁恵（うえがき あきえ、1984年7月25日 - ）は、大阪府堺市出身の女子ハンドボール選手。

## 経歴
小学生の頃にハンドボールと出会うと、大浜中学・宣真高等学校で全国優勝を経験。大阪教育大学を卒業すると、2007年から広島メイプルレッズに所属。メイプルレッズの協賛企業であるオタフクソースに入社した。
日本代表の1員として、2008年1月29日には北京オリンピックの出場権を賭けた韓国との決戦に臨むも、21-34で敗戦。出場権を逃した。
モントリオールオリンピック以来となる、ロンドンオリンピック出場へ向けての世代交代を進める新生全日本では、日本選手としては比較的大柄で得点能力に優れていたため、中心選手として抜擢される。
2008年12月に中国で開催された第19回世界選手権では、得点を伸ばすなど活躍を見せたが、チームはグループリーグ敗退。